# LAZARUS ラザロ
『LAZARUS ラザロ』は、MAPPAの制作による日本のテレビアニメ作品。2025年4月から6月まで、テレビ東京系列ほかにて放送された。

## 作品概要
米国カートゥーン・ネットワークの単独出資によるオリジナルのテレビアニメーション作品。日本市場だけに頼らず世界をターゲットにグローバルな視点で制作されていることから、制作費と時間を費やすことができると渡辺信一郎監督は述べている。
アクション監修には『ジョン・ウィック』シリーズの監督：チャド・スタエルスキ、音響に『トップガン マーヴェリック』のフォルモサ・グループといったハリウッドの一流チームが参画。アニメ制作スタジオ・MAPPAや企画プロデュースのSOLA ENTERTAINMENTなどの世界的に高評価を得ている日本のチームや、キャラクターデザインの林明美（『BANANA FISH』）たちトップクリエーターたちが加わっている。国際的な人材の参加が実現したことと、デジタル化による世界中のアニメーターが作業できる環境が整ったことで、渡辺監督は原作と脚本も担当しながら社会問題や環境問題なども取り入れて、精力的に描いている。
渡辺監督は音楽についても重要視しており、「アニメの世界に入る前から音楽フリークだった。アニメと音楽とがフィフティ・フィフティで高め合うような作品を作りたい。」としている。アクションシーンでは、アクション監修のチャドから大量の振り付け映像がアニメーターたちに送られ、その映像を基にアニメーターたちによる新たなアイデアが取り入れられ、これまでにない斬新なアクションシーンが展開されている。

## あらすじ
西暦2052年、天才科学者スキナーが開発した万能鎮痛剤「ハプナ」は世界中に普及し、人類の幸福に大きく貢献していた。しかし、3年間消息不明だったスキナーが突如ビデオメッセージを発し、「ハプナは服用から3年後に体内で突然変異し、人間を死に至らしめる」「人類が生き延びるためには、自分を探し出して、特効薬を手に入れなければならない」と警告する。
スキナーを探し出すため特殊チーム「ラザロ」が編成され、パルクールの名人アクセル、頭脳派のダグ、姉御肌のクリスティン、ドローンの使い手リーランド、有名ハッカーエレイナらメンバー5名は、タイムリミットの30日以内にワクチンを入手するため行動を開始する。

## 登場人物

### ラザロのメンバー・関係者
アクセル・ジルベルト
声 - 宮野真守
ブラジル出身、23歳。身体能力が高く、パルクールを駆使して高層ビルの間を飛び回る。性格は人懐こいが、スリルを好み、あえて危険に飛び込もうとする。刑務所から脱獄を繰り返し、懲役888年の刑で服役していたが、ハーシュによりラザロチームのメンバーにスカウトされる。
かつてアリゾナの刑務所に収監中、ハプナのプロトタイプの投薬実験に使われた囚人の中でだだひとり生き残り、刑務所を脱獄した。
ダグラス・ハディーン
声 - 古川慎
ナイジェリア出身で、通称「ダグ」。23歳。チームの頭脳的存在だが、クールな風貌に隠れた熱い心を持っている。大学で物理学を専攻し、スキナーを尊敬していたが、「黒人はノーベル賞を取れない」と言う学長を殴って退学になった。
クリスティン・ブレイク
声 - 内田真礼
ロシア出身で、通称「クリス」。誰とでもフランクに接する姉御肌の女性。性格はあけすけで大ざっぱ。各種の銃器を使いこなす。
かつてはロシアの特殊工作員「アレクサンドラ」だったが、3年前のスキポール空港の事故で生死不明になった際、整形して名前を変え、アメリカへ逃れた。
リーランド・アスター
声 - 内田雄馬
カナダ出身。16歳。特技はドローンの操縦。趣味はエゴサーチ。
ごく普通の少年に見えるが、莫大な資産を持つアスター家の跡継ぎ候補。私生児として生まれ、母に先立たれ、アスター家に引き取られたが、4年前に屋敷を飛び出した。
エレイナ
声 - 石見舞菜香
香港出身。内気な15歳の少女だが、「マッドスクリーマー」と呼ばれる凄腕ハッカー。
新興宗教団体「真実の塔」のコミューンで生まれ育ち、脱走した過去を持つ宗教二世。
ハーシュ・リンデマン
声 - 林原めぐみ
ラザロチームを指揮する女性。51歳。かつてハーグ研究所でスキナーとともにハプナを研究していた。
アベル・アンデルセン
声 - 大塚明夫
ラザロの創設者。国家安全保障局 (NSA) の長官。「AIではないか」といわれるほど沈着冷静で合理的な人物。
リズ
声 - 多田葵
NSAでアベルのサポートを務める女性。

### その他の人物
デニース・スキナー博士
声 - 山寺宏一
トルコ・イスタンブール出身。56歳。「アインシュタインの再来」と呼ばれ、ノーベル賞を3度受賞した天才科学者。万能鎮痛薬ハプナを開発し、ノーベル賞の賞金を寄付、特許を無償解放した聖人のような人物だった。環境破壊が全人類の問題であると強い危機感を訴えていたが、国連総会での演説も奏功せず、3年前、ハプナの完成を目前にして突如姿を消した。
地球温暖化による北極の氷の消失を予言し、海面上昇により水没する島々の土地を購入し、島民の移住を手助けしていた。
ジル
声 - 中村悠一
アクセルの刑務所時代の知り合い。トランスジェンダーで、出所後は女性の容姿になり、ホームレス村を取り仕切っている。
クロード・クライン
声 - 仲野裕
ダグの大学時代の恩師。スキナーと共同研究をしていたが、才能に嫉妬して研究結果を捏造し、大学を追放されホームレスに転落した。
ビリンダ
声 - 沢田敏子
イスタンブールに住むスキナーの祖母。両親を亡くしたスキナーを親代わりになって育てた。焼き菓子バクラバ作りの名人。
サム・スティーブンソン
声 - 杉田智和
デルタ製薬株がハプナ騒動で暴落する前に売り抜けて大儲けした個人投資家。所有するクラブで女遊びに興ずるパーティーピープル。
ヴィジョナリー
声 - 千葉翔也
表向きは人気クラブDJ。本名はドナルド・マクドナルド。正体は大物ハッカー「ドクター909」であり、デルタ製薬からハッキングしたインサイダー情報をサムに流した。
のちにNSAと司法取引をして、謎の暗殺者「双竜」の正体探しに協力する。
アーメッド・ラフマン
声 - 小野大輔
ハプナの臨床試験を行うデルタ製薬のCEO。ハプナ騒動以降、睡眠障害に苛まれている。ラザロに協力し、スキナーをおびき出すため偽の特効薬発表会を計画する。
リン
声 - ニーコ
「ポップコーン・ウィザード」と称する大物ハッカー。デルタ製薬の社内ネットワークに侵入し、エレイナとハッキング対決をする。セックス・ピストルズのジョニー・ロットンを敬愛する。海面上昇により水没したモルディブ出身で、スキナーに恩義を感じている。
ビリー
声 - 日野聡
AI「ナーガ」を神とあがめる新興宗教「真実の塔」の代表。MITの准教授だったが、ナーガに心酔して無断で持ち出し、「真実の塔」のコミューンを創設した。
ハンナ
声 - 若山詩音
「真実の塔」で生まれ育ったエレイナの幼なじみ。外の世界へ飛び出したエレイナを内心羨んでいた。
ナーガ
声 - 井上和彦
シンギュラリティを超えた人工知能。MITでスキナーの脳神経をモデルに開発され、支配欲と承認欲求をプログラムされている。
インガ
声 - 上坂すみれ
ロシア特殊工作員隊のリーダー。かつて仲間だったアレクサンドラ（クリス）は、同性の恋人だった。整形したクリスに気付き、北極海の油田基地へ拉致する。
セルゲイ
声 - 高橋英則
インガの部下。北極海のアジトでクリスを拷問する。
シュナイダー
声 - 小野賢章
陸軍情報保全コマンドの少尉。ハプナ開発に裏で深く関わり、ラザロの活動妨害と重要人物であるアクセルの抹殺計画を密かに進める。
ヘイズ
声 - 浜田賢二
陸軍情報保全コマンドの大尉。アベルのグリーンベレー時代の同期。シュナイダーとともにハプナ開発の秘密隠匿に関わるが、シュナイダーによって殺される。
双竜 / HQ
声 - 内山昂輝
双竜は「幻の殺し屋」と呼ばれる暗殺者、HQは依頼者との交渉を行う代理人。実際は解離性同一性障害の同一人物。シュナイダーからの依頼で、アクセル抹殺の仕事を3000万ドルで引き受ける。使用武器は投げナイフと手りゅう弾。
イザベラ
声 - 佐倉綾音
リーランドの姉。女性であるためアスター家を継ぐことができず、家を出たリーランドに愛憎入り混じる感情を抱いている。
ミリー
声 - 榊原良子
特権階級向け会員制医療ソサエティーに務めるドクター。かつてスキナーに人工心臓の手術を施した。

## スタッフ
- 原作・監督 - 渡辺信一郎[2]
- アクション監修 - チャド・スタエルスキ（87Eleven Action Design）[2]
- キャラクターデザイン - 林明美[2]
- コンセプトデザイン - ブリュネ・スタニスラス（フランス語版）[2]
- プロップデザイン - Stanislas Brunet、神宮司訓之、土屋亮介
- 美術監督 - 杉浦美穂[2]
- 美術設定 - Loïc Locatelli、Nghiem Vincent
- 色彩設計 - 田辺香奈[2]
- 画面設計 - 坂本拓馬[2]
- 撮影監督 - 佐藤光洋[2]
- 編集 - 坂本久美子
- アバンタイトル - 山下清悟（絵コンテ・演出・作画監督）[5]
- エンディングアニメーション - 米山舞（ディレクター・原画）[5][6]
- 音楽 - Kamasi Washington[2]、Bonobo（英語版）[2]、Floating Points[2]
- 音響効果 - Lauren Stephens（Formosa Group）[2]
- 音響制作 - dugout[2]
- ストーリー開発チーム - Nighthawks[7][8]
- 企画協力 - 信本敬子[9]
- アニメーションプロデューサー - 松永理人[2]
- プロデューサー - Joseph Chou
- 制作 - MAPPA[2]
- 企画プロデュース・製作 - SOLA ENTERTAINMENT[2][注 1]

## 主題歌
「VORTEX」
カマシ・ワシントンによるオープニングテーマ。
「Lazarus」
ブー・ラドリーズによるエンディングテーマ。1993年発表のアルバム『ジャイアント・ステップス』収録曲。渡辺監督にインスピレーションを与え、本作の作品タイトルにも使用された。
「Dark Will Fall」
Bonobo featuring Jacob Luskによる第1話の挿入歌および第13話のエンディングテーマ。
「Beyond the Sky」
Bonobo featuring Nicole Miglisによる第9話の挿入歌。

## 各話リスト
| 話数 | サブタイトル               | 脚本       | 絵コンテ        | 演出                  | 作画監督 | 総作画監督        | 初放送日      |
| ---- | -------------------------- | ---------- | --------------- | --------------------- | --- | ----------------- | ------------- |
| #1   | Goodbye Cruel World        | 渡辺信一郎 | 渡辺信一郎      | 三宅和男 圡屋陽平     | 林明美 近藤圭一 桑原剛 | 林明美            | 2025年 4月6日 |
| #2   | Life in the Fast Lane      | 近藤司     | 岡村天斎        | 飛田剛                | 頼志青 野間千賀子 | 林明美 近藤圭一   | 4月13日       |
| #3   | Long Way From Home         | 小沢高広   | 三宅和男 宮繁之 | 圡屋陽平              | 近藤圭一 原修一 kojikoji 王維慶 齊田恵瑠                                                                                  | 伊藤依織子        | 4月20日       |
| #4   | Don't Stop the Dance       | 佐藤大     | 山下明彦        | 三宅和男              | 青山浩行 | -                 | 4月27日       |
| #5   | Pretty Vacant              | 近藤司     | 寺岡巌          | 三宅和男              | 中熊太一 近藤圭一 王維慶 高鉾誠 龍光 明光                                                                                 | 平松禎史 kojikoji | 5月4日        |
| #6   | Heaven is a Place on Earth | 小沢高広   | 伊東伸高        | 安彦英二              | 西村理恵 安彦英二 近藤圭一 中熊太一 原修一                                                                                | 平松禎史          | 5月11日       |
| #7   | Almost Blue                | 小沢高広   | 岡村天斎        | イム・ガヒ 灰谷平八郎 | 原修一 近藤圭一 中熊太一 王維慶 金到暎                                                                                    | 林明美 平松禎史   | 5月19日       |
| #8   | Unforgettable Fire         | 近藤司     | 山下明彦        | 圡屋陽平              | 秋田学 林明美 | -                 | 5月25日       |
| #9   | Death on Two Legs          | 佐藤大     | 圡屋陽平        | 森川さやか            | 平松禎史 池田智志 王宣静 金子昌司                                                                                         | 平松禎史          | 6月1日        |
| #10  | I Can't Tell You Why       | 小沢高広   | 山下明彦        | 三宅和男              | 西村理恵 近藤圭一 中熊太一 林明美                                                                                         | 林明美            | 6月8日        |
| #11  | Runnin' with the Devil     | 近藤司     | 山下明彦        | 圡屋陽平 岡本泰知     | 徳岡紘平 古俣太一 小泉昂世 近藤圭一 魯亞芝 池田智志 秋田学 林明美                                                         | 秋田学            | 6月15日       |
| #12  | Close to the Edge          | 渡辺信一郎 | 山下明彦        | 安彦英二              | Nyki Ikyn Shelia Loewito Tegaray Galiano González Daniel Sideway 秋田学 小泉昂世 魯亞芝 王宣静 原田竜弥 中山智代 金子昌司 | 平松禎史          | 6月23日       |
| #13  | The World Is Yours         | 渡辺信一郎 | 山下明彦        | 三宅和男              | 王宣静 秋田学 西村理恵 池田智志 原田竜弥 小泉昂世 近藤圭一 小田剛生 井手上義英 徳岡紘平                                   | 林明美            | 6月29日       |

## 放送局
| 放送期間               | 放送時間               | 放送局              | 対象地域                                                  | 備考                         |
| ---------------------- | ---------------------- | ------------------- | --------------------------------------------------------- | ---------------------------- |
| 2025年4月6日 - 6月29日 | 日曜 23:45 - 月曜 0:15 | テレビ東京系列全6局 | 北海道・関東広域圏・愛知県 大阪府・岡山県・香川県・福岡県 | 字幕放送                     |
| 2025年5月10日 - 8月2日 | 土曜 22:00 - 22:30     | アニマックス        | 日本全域                                                  | BS/CS放送 / リピート放送あり |

| 配信開始日   | 配信時間                   | 配信サイト | 備考         |
| ------------ | -------------------------- | --- | ------------ |
| 2025年4月7日 | 月曜 0:15（日曜深夜） 更新 | U-NEXT DMM TV アニメ放題 | 見放題配信   |
| 2025年4月9日 | 水曜 12:00 更新            | dアニメストア （本店・ ニコニコ支店 ・for Prime Video ） ABEMAプレミアム バンダイチャンネル Hulu FOD Lemino Netflix Amazon Prime Video Disney+ WOWOWオンデマンド TELASA J:COM STREAM milplus見放題パックプライム | 見放題配信   |
|              |                            | ニコニコチャンネル バンダイチャンネル Amazon Prime Video TELASA J:COM STREAM milplus | 都度課金配信 |
|              | 水曜 21:30 - 22:00         | ABEMA |              |
|              | 水曜 23:30 - 木曜 0:00     | ニコニコ生放送 |              |

## 関連商品

### BD / DVD
アニプレックスより販売。
| 巻 | 発売日        | 収録話         | 規格品番   | 規格品番   |
| 巻 | 発売日        | 収録話         | BD BOX     | DVD BOX    |
| -- | ------------- | -------------- | ---------- | ---------- |
| 1  | 2025年5月21日 | 第1話 - 第7話  | ANZX-17291 | ANZB-17291 |
| 2  | 2025年7月2日  | 第8話 - 第13話 | ANZX-17292 | ANZB-17292 |

### サウンドトラック
Apple Musicほか各音楽配信サービスにて配信。
- LAZARUS (ADULT SWIM ORIGINAL SERIES SOUNDTRACK) BY KAMASI WASHINGTON - 全11トラック
- LAZARUS (ADULT SWIM ORIGINAL SERIES SOUNDTRACK) BY BONOBO - 全15トラック
- LAZARUS (ADULT SWIM ORIGINAL SERIES SOUNDTRACK) BY FLOATING POINTS - 全6トラック